# Detlef Sittel

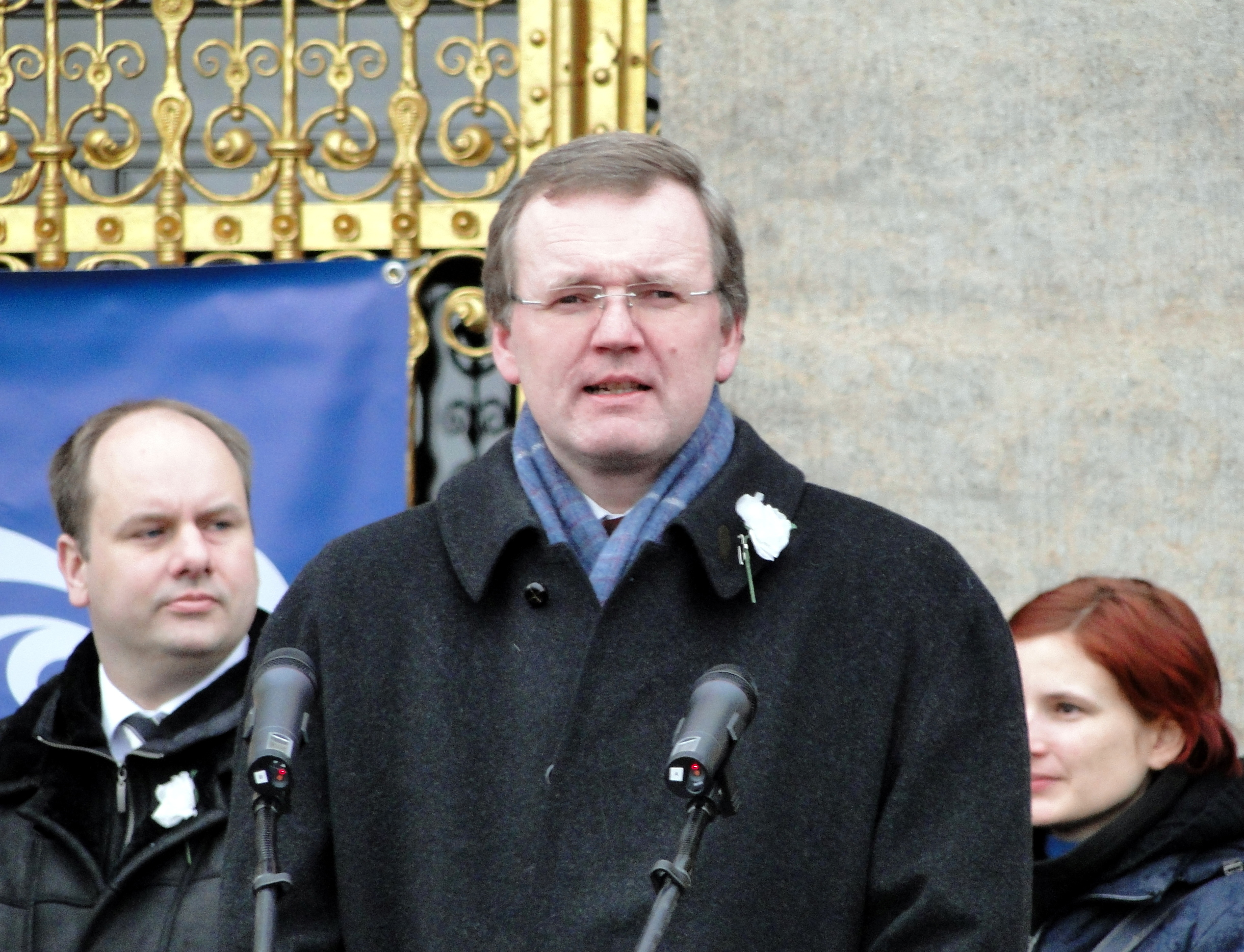
Detlef Sittel, 2011

Detlef Sittel (* 2. Januar 1967 in Beckum) ist ein deutscher Kommunalpolitiker (CDU). Von 2001 bis 2022 war er Beigeordneter der Landeshauptstadt Dresden, ab 2015 auch Erster Bürgermeister.

## Leben
Sittel studierte nach dem Abitur Rechtswissenschaften an der Westfälischen Wilhelms-Universität Münster. Von 1992 bis 1994 war er wissenschaftlicher Mitarbeiter am Lehrstuhl für öffentliches Recht der Juristischen Fakultät der Technischen Universität Dresden (TU Dresden). Danach absolvierte er von 1994 bis 1996 das juristische Referendariat in Dresden und übte gleichzeitig eine Nebentätigkeit an der TU Dresden aus.
Von 1996 bis 1997 war Sittel Justiziar und stellvertretender Leiter der Abteilung Recht und Liegenschaften bei der Dresden Wasser und Abwasser GmbH und danach bis 2001 Leiter des Büros der Geschäftsführung, Recht und Beteiligungen der DREWAG – Stadtwerke Dresden GmbH.
Im Jahr 2001 wurde Sittel vom Dresdner Stadtrat gegen den Willen des bisherigen Amtsinhabers Bernd Ihme (CDU) zu dessen Nachfolger als Beigeordneter für Ordnung und Sicherheit der Landeshauptstadt Dresden gewählt. Von 2008 bis 2015 war Sittel zusätzlich Zweiter Bürgermeister, seit Oktober 2015 ist er Erster Bürgermeister der Landeshauptstadt Dresden. Für die Wahlperiode von 2022 bis 2029 nominierte die CDU-Fraktion am 12. Juli 2022 den bisherigen Stadtrat Steffen Kaden als Kandidaten für die bisherigen Ämter von Sittel. Da bis zum Auslaufen seiner Amtsperiode keine Wahl der Beigeordneten durch den Stadtrat erfolgte, schied er am 11. September 2022 aus dem Amt.

## Privates
Sittel ist verheiratet und hat vier Kinder. Er ist römisch-katholischer Konfession.